# Вргорац
Вргорац је град у Хрватској, Сплитско-далматинска жупанија.

## Географски положај
Вргорац се налази на крајњем југоистоку жупаније, у залеђу Биокова. Смештен је на старом "француском" приморском каменитом друму, који је грађен кулуком народним за време Наполеонове окупације (1806-1814). Ту се налази природна граница Херцеговине и Далмације.

## Историја
Вргорац је некад био чувен по свом "дернеку" (црквеном вашару), о католичком Великом Петку. Свечана процесија одвијана је ноћу.
За време градња "француског" каменог друма за време Наполеонове (1806-1814) окупације Далмације, откривен је ту рудник асфалта (паклине). Заслужан је француски маршал Марион. Да би кренула производња асфалта финансијски је највише уложио Немац Кениг из Беча. Радник "Паклина" је давао квалитетну сировину са 30% асфалта. Фабрика асфалта у којој је топљена руда запошљавала је пре Првог светског рата 200 радника.
До територијалне реорганизације у Хрватској налазио се у саставу старе општине Вргорац.

## Становништво
На попису становништва 2011. године, град Вргорац је имао 6.572 становника, од чега у самом Вргорцу 2.039.

### Град Вргорац
| Број становника по пописима | Број становника по пописима | Број становника по пописима | Број становника по пописима | Број становника по пописима | Број становника по пописима | Број становника по пописима | Број становника по пописима | Број становника по пописима | Број становника по пописима | Број становника по пописима | Број становника по пописима | Број становника по пописима | Број становника по пописима | Број становника по пописима | Број становника по пописима |
| --------------------------- | --------------------------- | --------------------------- | --------------------------- | --------------------------- | --------------------------- | --------------------------- | --------------------------- | --------------------------- | --------------------------- | --------------------------- | --------------------------- | --------------------------- | --------------------------- | --------------------------- | --------------------------- |
| 1857.                       | 1869.                       | 1880.                       | 1890.                       | 1900.                       | 1910.                       | 1921.                       | 1931.                       | 1948.                       | 1953.                       | 1961.                       | 1971.                       | 1981.                       | 1991.                       | 2001.                       | 2011                        |
| 7.618                       | 7.865                       | 8.701                       | 10.251                      | 11.910                      | 12.859                      | 12.838                      | 12.756                      | 11.621                      | 11.612                      | 11.246                      | 9.927                       | 8.228                       | 7.497                       | 7.593                       | 6.572                       |

Напомена: Настао из старе општине Вргорац.

### Вргорац (насељено место)
| Број становника по пописима | Број становника по пописима | Број становника по пописима | Број становника по пописима | Број становника по пописима | Број становника по пописима | Број становника по пописима | Број становника по пописима | Број становника по пописима | Број становника по пописима | Број становника по пописима | Број становника по пописима | Број становника по пописима | Број становника по пописима | Број становника по пописима | Број становника по пописима |
| --------------------------- | --------------------------- | --------------------------- | --------------------------- | --------------------------- | --------------------------- | --------------------------- | --------------------------- | --------------------------- | --------------------------- | --------------------------- | --------------------------- | --------------------------- | --------------------------- | --------------------------- | --------------------------- |
| 1857.                       | 1869.                       | 1880.                       | 1890.                       | 1900.                       | 1910.                       | 1921.                       | 1931.                       | 1948.                       | 1953.                       | 1961.                       | 1971.                       | 1981.                       | 1991.                       | 2001.                       | 2011                        |
| 656                         | 1.184                       | 754                         | 886                         | 1.035                       | 1.188                       | 1.454                       | 1.172                       | 987                         | 1.031                       | 1.057                       | 1.167                       | 1.350                       | 1.697                       | 2.188                       | 2.039                       |

Напомена: Од 1869. до 1910. исказивано је под именом Врхгорац. У 1869. и 1921. садржи податке за насеље Бања, као и део података у 1857. и 1931, те за насеље Котези у 1869.

### Попис1991.
На попису становништва 1991. године, насељено место Вргорац је имало 1.697 становника, следећег националног састава:
| Попис 1991.‍   | Попис 1991.‍  | Попис 1991.‍ | Попис 1991.‍ | Попис 1991.‍ |
| ------------- | ------------ | ----------- | ----------- | ----------- |
|               |              |             |             |             |
| Хрвати        | Хрвати       |             | 1.609       | 94,81%      |
| Југословени   | Југословени  |             | 36          | 2,12%       |
| Срби          | Срби         |             | 11          | 0,64%       |
| Муслимани     | Муслимани    |             | 9           | 0,53%       |
| Македонци     | Македонци    |             | 2           | 0,11%       |
| Црногорци     | Црногорци    |             | 2           | 0,11%       |
| остали        | остали       |             | 2           | 0,11%       |
| неопредељени  | неопредељени |             | 19          | 1,11%       |
| регион. опр.  | регион. опр. |             | 1           | 0,05%       |
| непознато     | непознато    |             | 6           | 0,35%       |
| укупно: 1.697 |              |             |             |             |

## Привреда
Познат је по својим земљорадничким производима, а посебно по јагодама.
Задњих година посебно се истичу туристичке активности на подручју еко-села Кокорићи.

## Познате личности
- Тин Ујевић
- Борислав Вујчић
- Никола Вујчић (кошаркаш)